# Londerang
Londerang is een bestuurslaag in het regentschap Muaro Jambi van de provincie Jambi, Indonesië. Londerang telt 1044 inwoners (volkstelling 2010).